# Сибрук Бич (Њу Хемпшир)
Сибрук Бич (енгл. Seabrook Beach) насељено је место без административног статуса у америчкој савезној држави Њу Хемпшир.

## Демографија
По попису из 2010. године број становника је 992.
| Група             | 2000.    | 2010.       |
| Белци             | 0 (0,0%) | 972 (98,0%) |
| Афроамериканци    | 0 (0,0%) | 1 (0,1%)    |
| Азијати           | 0 (0,0%) | 2 (0,2%)    |
| Хиспаноамериканци | 0 (0,0%) | 7 (0,7%)    |
| Укупно            | 0        | 992         |